# Friedrich Wilhelm Riemer

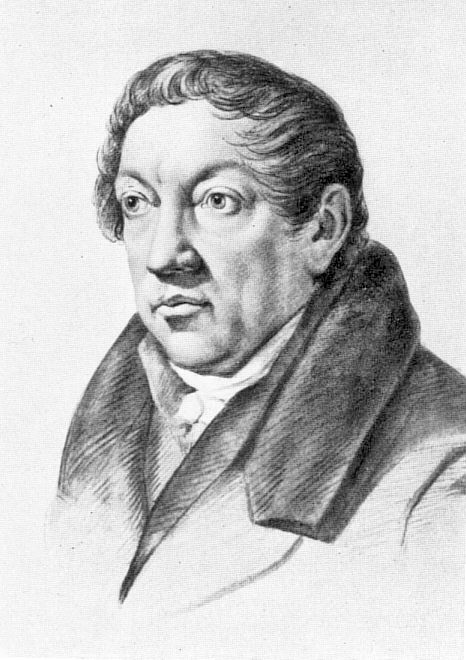
Friedrich Wilhelm Riemer

Friedrich Wilhelm Riemer (* 19. April 1774 in Glatz, Grafschaft Glatz; † 19. Dezember 1845 in Weimar), Pseudonym Silvio Romano, war ein deutscher Gymnasiallehrer, Schriftsteller und Bibliothekar in Weimar, der ab 1814 als Sekretär Goethes bekannt geworden ist.

## Leben
Friedrich Wilhelm Riemer, Sohn eines Beamten, kam 1787 (mit 13 Jahren) auf das Maria-Magdalenen-Gymnasium zu Breslau. Wegen seiner deutlichen und orthographischen Handschrift wurde er vom Rektor Johann Kaspar Friedrich Manso häufig mit der Anfertigung von Reinschriften der ihm oft selbst unleserlichen eigenen Aufsätze, Rezensionen und Gedichte beauftragt. Die Belohnung für solche Dienste waren nicht nur Geld und Schulbücher. Der Rektor lud den Schüler auch zum Essen ein und nahm ihn als Begleiter mit auf seine Spaziergänge. Seit 1794 studierte Riemer in Halle an der Saale Philologie und Theologie. Anschließend war er Hauslehrer der Kinder Wilhelm von Humboldts und begleitete den Gelehrten nach Italien. Seit dem 4. September 1803 verkehrte er auf Humboldts Empfehlung hin in Goethes Haus in Weimar. Von 1803 bis 1808 unterrichtete er dessen Sohn. Ab 1806 begleitete er Goethe mehrfach auf Reisen nach Karlsbad. Mit großem Fleiß und erheblicher Entsagungsbereitschaft redigierte Riemer über viele Jahre hinweg Goethes Werke zum Zwecke der Erstellung einer Ausgabe letzter Hand sowie anderer Editionen.
Von 1812 bis 1821 war Riemer Lehrer am Weimarer Wilhelm-Ernst-Gymnasium. Ab 1814 war er Bibliothekar. 1827 wurde er Nachfolger von Christian August Vulpius als Oberbibliothekar der Weimarer Bibliothek. Am 22. Januar 1831 setzte Goethe letztwillig Riemer neben Eckermann als Herausgeber seiner in der Gesamtausgabe noch nicht erschienenen Werke ein. Das Vorhaben wurde bis 1842 verwirklicht. Als Verfasser einzelner Abschnitt sowie bei der Fertigstellung des von Günther Schmid 1840 veröffentlichten Werks Goethe und die Naturwissenschaften wirkte er mit. 1841 ließ Riemer seine Mittheilungen über Goethe im Druck erscheinen. Überdies veröffentlichte er den Briefwechsel zwischen Goethe und Carl Friedrich Zelter.
Unter dem Pseudonym Silvio Romano publizierte er 1816 bis 1819 zwei Gedichtbände mit dem Titel Blumen und Blätter. Bekannt ist die Person Riemers nicht zuletzt aus der Schilderung in Thomas Manns Roman Lotte in Weimar (1939).

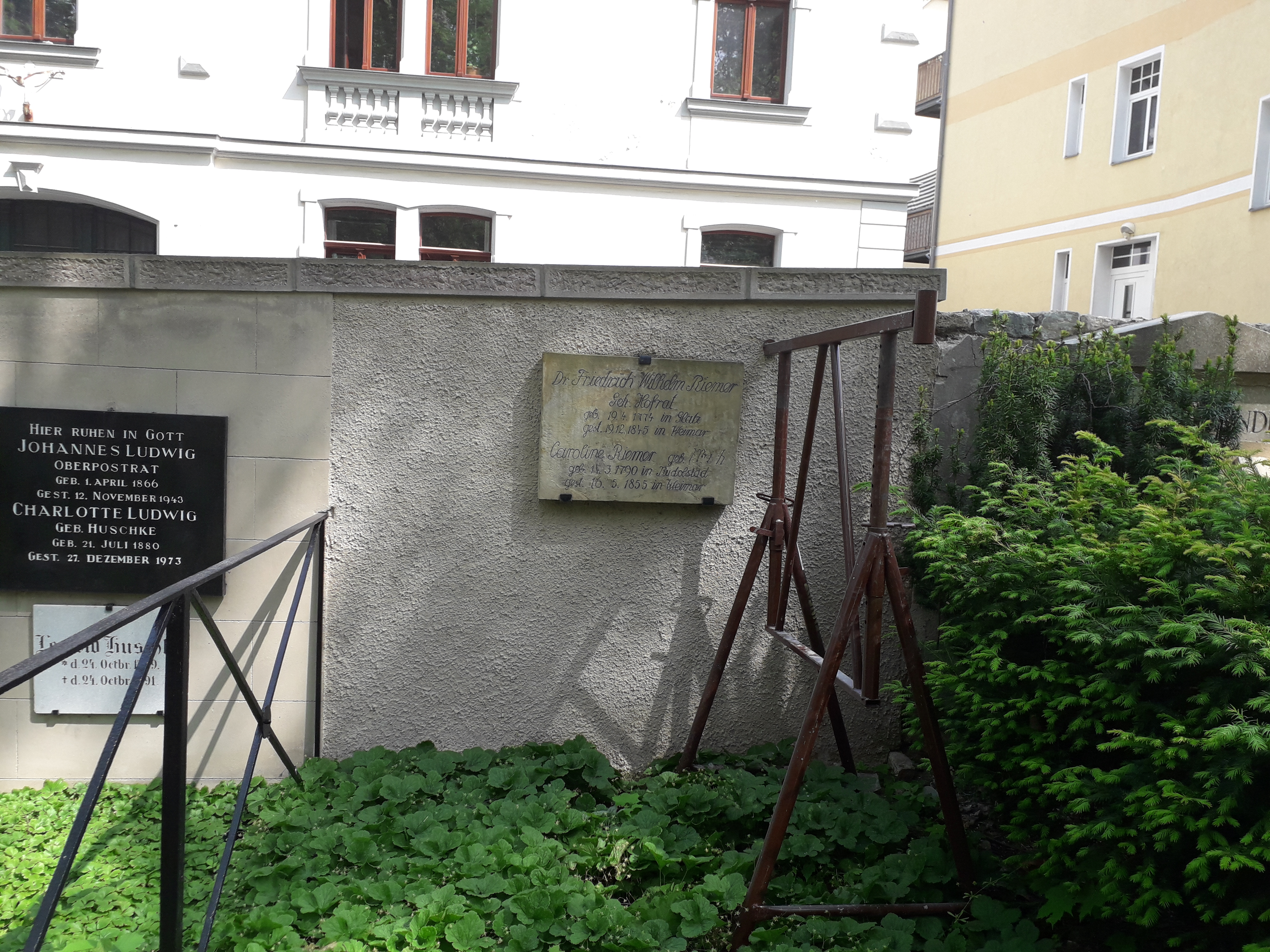
Grabstelle von Friedrich Wilhelm Riemer

Er wurde auf dem Historischen Friedhof Weimar begraben.

## Goethe über Riemer

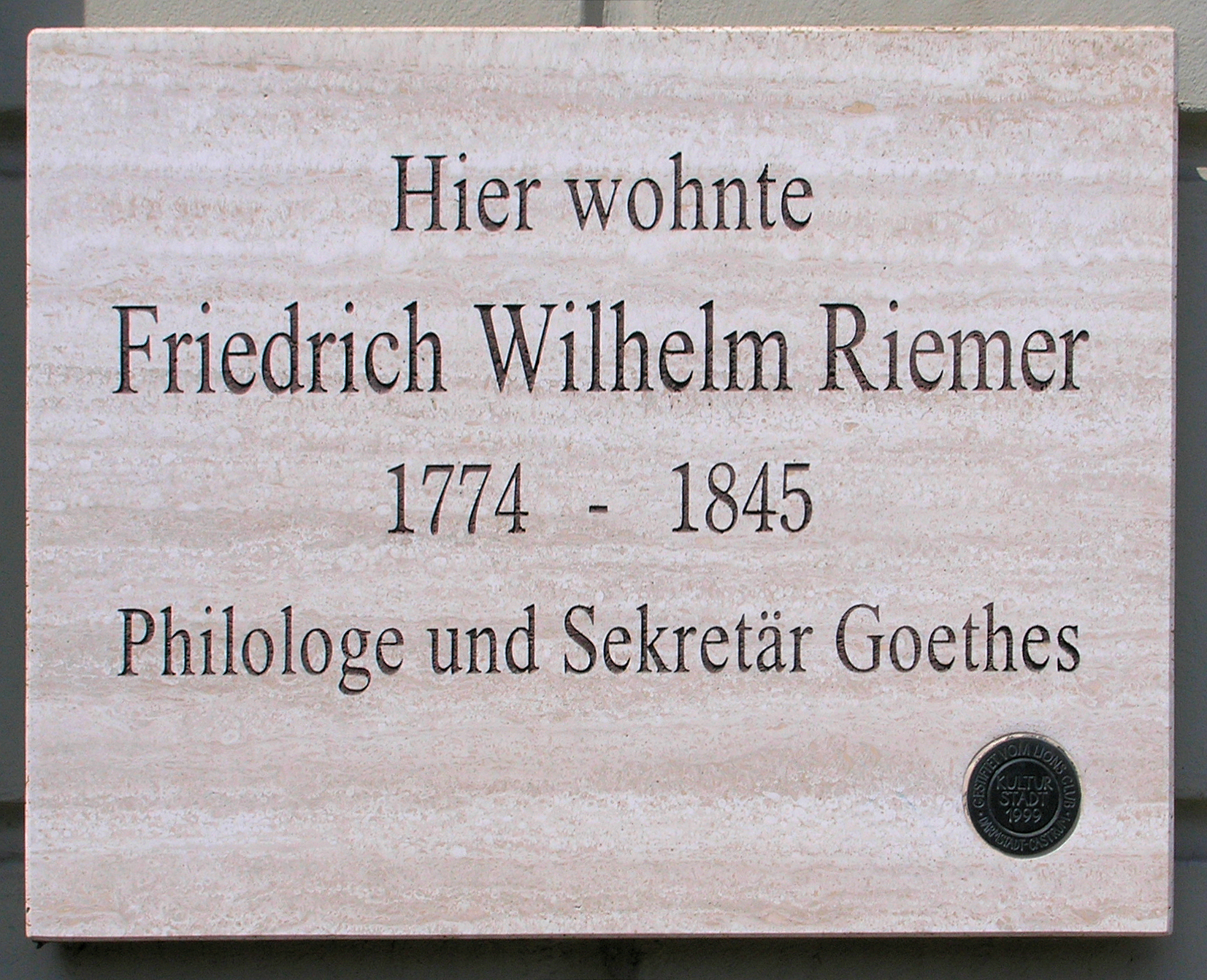
Gedenktafel am Haus Wielandplatz 2/3 in Weimar

„Herr Riemer, der mit Herrn Prof. Fernow aus Rom gekommen, hat sich entschlossen diesen Winter bei uns zu bleiben und besonders den Unterricht meines Knaben im Griechischen und Lateinischen über sich zu nehmen.“

„Riemer ist sehr brav. Wir lesen jetzt, eine neue Ausgabe vorbereitend, Wilhelm Meister zusammen. Da ich dieses Werklein, so wie meine übrigen Sachen, als Nachtwandler geschrieben, so sind mir seine Bemerkungen über meinen Styl höchst lehrreich und anmuthig“

„Um 6 Uhr Hofrath Riemer. Mancherley Concepte mit ihm durchgegangen.“

## Studentenlied
Direkt aus seiner Feder stammt kein Studentenlied, aber er schuf Verse, die Goethe als Vorbild für dessen Text des Studentliedes „Ergo Bibamus“ gedient haben dürften:
Hört Freunde ich sag euch ein treffliches Wort,

heißt: „Ergo bibamus!“

es hilft euch so keins an jeglichem Ort,

wie: „Ergo bibamus!“

Denn was euch behaget und was euch auch plagt,

bedenkt das Wort nur, und tut was es sag,

das „Ergo bibamus!“

## Veröffentlichungen
- Kleines Griechisch-Deutsches Hand-Wörterbuch. Zum Besten der Anfänger ausgearbeitet. Zweyte neu bearbeitete und sehr vermehrte Auflage, Jena: Frommann, 1815–1816.
- Blumen und Blätter, 2 Bände. Cnobloch, Leipzig 1816 und 1819. Digitalisat.
- Mittheilungen über Goethe. Aus mündlichen und schriftlichen, gedruckten und ungedruckten Quellen. Zwei Bände, Berlin: Duncker und Humblot, 1841.
- Mitteilungen über Goethe. Auf Grund der Ausgabe von 1841 und des handschriftlichen Nachlasses herausgegeben von Arthur Pollmer. Insel Verlag, Leipzig 1921.